# Politische Ökologie
Als akademische Disziplin ist Politische Ökologie durch eine große inhaltliche Bandbreite und perspektivische Vielseitigkeit gekennzeichnet. Sie befasst sich mit den Auswirkungen menschlichen Handelns auf Ökosysteme, in Bezug auf den politischen und gesellschaftlichen Rahmen des Handelns. Auch werden die Wechselwirkungen zwischen abiotischen, biotischen und menschlich gestalteten Faktoren untersucht. Die Politische Ökologie ist ein in Folge der Umweltbewegung in den 1970er Jahren entstandener, relativ junger Zweig der Sozialwissenschaften.
Schon früh wurde das Konzept der Politischen Ökologie auch in der Entwicklungsdebatte relevant, so zum Beispiel durch Kurt Egger und Bernhard Glaeser. Laut Thomas Krings stellte sie der Geograph Helmut Geist innerhalb der deutschsprachigen Geographie 1992 als eine „neue Sichtweise der Mensch-Umweltbeziehungen […] erstmals in der deutschen (geographischen) Entwicklungsdebatte vor“. Sie befasst sich mit den Auswirkungen ökologischer Veränderungen auf menschliche Gemeinschaften und deren Wechselwirkungen.
Im Fokus steht dabei die praktische Umsetzung naturwissenschaftlich-ökologischer Erkenntnisse in politisches Handeln. Insbesondere in der Politikwissenschaft, aber auch innerhalb der Geographie und der Ethnologie, hat das Konzept eine breite Rezeption erfahren. Einige Bereiche der Umweltwissenschaften, der Landschaftsökologie, der Geoökologie sowie der Biologie sehen die Politische Ökologie ebenfalls als notwendigen Handlungsbereich eines evidenzbasierten Natur-, Umwelt- und Klimaschutzes.

## Definitionen
Eine grundlegende Definition der Politischen Ökologie stammt von den Geographen Piers Blaikie und Harold Brookfield (1987): „Der Ausdruck 'Politische Ökologie' vereint die Anliegen der Ökologie und einer weit definierten Politischen Ökonomie“.
Nach einer engen Definition werden Umweltprobleme nicht als Resultat von unangemessener Technologie, falscher Bewirtschaftung oder Überbevölkerung gesehen, wie es eine Betrachtung aus humanökologischer Perspektive besagen würde, sondern haben soziale Ursachen. Daher müssen Umweltprobleme immer in ihrem historischen, politischen und ökonomischen Kontext gesehen werden. Zentral bei einer Analyse ist die Aufdeckung der Interessen und Machtverhältnisse der beteiligten Akteure und deren Diskurse. Teilweise fragt die PÖ auch danach, wie „Natur“ oder „Umwelt“ von den jeweiligen Akteuren konstruiert wird, da dies großen Einfluss auf normative Sichtweisen dessen hat, was und wie geschützt werden soll. Anders als manche physiozentrische Strömungen der Ökologiebewegung ist die Politische Ökologie anthropozentrisch ausgerichtet.
Politische Ökologie wird teilweise als Überbegriff für Ansätze von „De-Naturalization“ und „Re-Construction“ von Natur genutzt. Auch Denkschulen des Ökofeminismus und Gender Studies werden teilweise der Politischen Ökologie zugeordnet.

## Hintergrund
Entstanden ist die politische Ökologie aus den Herausforderungen, welche die Industrialisierung der westlichen Staaten mit sich brachte. Deren Auswirkungen waren mit Beginn der 1960er Jahre nicht mehr übersehbar und führten beispielsweise 1972 zur Gründung des UN-Umweltprogramms UNEP. Grenzüberschreitende Luft- und Wasserverschmutzung ließen sich nicht länger im souveränen Nationalstaat allein lösen, sondern bedurften internationaler Anstrengungen. Auf globaler Ebene stellen heute insbesondere die globale Erwärmung, der Verlust von Biodiversität aber auch fortschreitende Desertifikation oder die ungebremste Entwaldung zunehmende Bedrohungen für das menschliche Wohlergehen dar.
Politische Ökologen bemängelten, dass die Theorien der Internationalen Beziehungen häufig blind blieben für die spezifischen Auswirkungen von ökologischen Veränderungen zum Beispiel auf die menschliche Sicherheit. Diese Lücke soll mithilfe der politischen Ökologie geschlossen werden.
In der politischen Ökologie wird versucht, Ursachen für Folgen von Umweltveränderungen in politischen Systemen zu verorten, Alternativen aufzuzeigen und sowohl theoretisch fundiert als auch praktisch orientiert die menschliche Systematik von Umweltzerstörungen zu erfassen. Sie kann als Querschnittsdisziplin verstanden werden, die sich in verschiedenen klassischen Bereichen der Politikwissenschaft zugleich bewegt.

## Kritik
Kritik an der Politischen Ökologie kommt teilweise von Biologen und Politischen Ökologen selbst. Kritisch werden die Naturbilder gesehen, auf welche die Politische Ökologie ihre Positionen gründet. Teilweise gelten sie als konservativ bis romantisiert.
Kritisiert wurde die Politische Ökologie anfänglich auch aus dem klassischen linken Spektrum. So prangerte sie etwa Hans Magnus Enzensberger in seinem Essay Zur Kritik der Politischen Ökologie (1973) als ideologisches Instrument herrschender Eliten an. Durch wissenschaftlich nur vage fundierte Prognosen über eine nahende Umweltkatastrophe versuche sie ihm zufolge staatliche Zwangsmaßnahmen zu rechtfertigen, die dem Erhalt der bestehenden Herrschaftsverhältnisse dienten. In ihrem Kern ziele die Politische Ökologie Enzensberger zufolge aber allein darauf ab, die durch die kapitalistische Produktionsweise verursachten Verheerungen an Mensch und Natur insoweit abzuschwächen, als dass sie den Fortbestand dieser Verhältnisse selbst nicht gefährden könnten. Die führenden Stimmen der damaligen Öko-Bewegung (etwa den Club of Rome) identifiziert Enzensberger als Träger wirtschaftlicher Interessensgruppen.
Noch zu Beginn der 1970er Jahre war diese an die Tradition der Ideologiekritik angelehnte Position in der politischen Linken durchaus anschlussfähig. Ab den späten 1970er Jahren wurde die ursprünglich eher konservativ geprägte Politische Ökologie allerdings zunehmend aus dem Umfeld der Neuen Linken vereinnahmt, sodass sie heute „vor allem von linken Parteien besetzt“ wird. Politisch linke Kritik an ihr findet sich daher heute allenfalls noch vereinzelt, etwa im antideutschen Spektrum.

### Fachzeitschriften
- Journal of Political Ecology, ältestes Fachjournal zur PÖ (Hrsg. University of Arizona)
- Politische Ökologie, Zeitschrift des oekom Verlages
- Ecology and Society, Zeitschrift des Universität Stockholm
- Moins, Schweizer, französischsprachige Zeitschrift der Decrasion-Bewegung

### Bücher
- Bruno Latour: Das Parlament der Dinge. Für eine politische Ökologie, 2001. ISBN 3-518-41282-5
- Richard Peet, Paul Robbins, Michael Watts: Global Political Ecology, 2011, Google Books.
- Timothy Forsyth: Critical Political Ecology: The Politics of Environmental Science. 2003.
- Peter C. Mayer-Tasch: Politische Ökologie, 1999. ISBN 3-8100-2276-4
- Bryant Raymond, Bailey Sinead: Third World Political Ecology, 1997. ISBN 0-415-12744-0
- Richard Peet u. Michael Watts: Liberation Ecologies. Environment, Development, Social Movements, 2. Aufl., 2004. ISBN 0-415-31235-3
- Paul Robbins: Political Ecology: A Critical Introduction (Blackwell Critical Introductions to Geography), 2004. ISBN 978-1-4051-0266-7
- Leander Scholz: Die Menge der Menschen. Eine Figur der politischen Ökologie. Berlin: Kulturverlag Kadmos 2019. ISBN 978-3-86599-417-2
- Friederike Gesing, Michi Knecht, Michael Flitner, Katrin Amelang (Hrsg.): NaturenKulturen. Denkräume und Werkzeuge für neue politische Ökologien. transcript, Bielefeld 2019, ISBN 978-3-8376-4007-6.
- Daniela Gottschlich, Sarah Hackfort, Tobias Schmitt, Uta von Winterfeld (Hrsg.): Handbuch Politische Ökologie. Theorien, Konflikte, Begriffe, Methoden, transcript, Bielefeld 2022, ISBN 978-3-8376-5627-5 Open Access.

### Aufsätze
- Sören Becker, Antje Otto: Natur, Gesellschaft, Materialität - Aktuelle Herausforderungen der Politischen Ökologie (Editorial), Geographica Helvetica 71, 2016, S. 221–227.
- Helmut Geist: Perspektivenwechsel der Politischen Ökologie – Back to the roots! In: Geographica Helvetica. Band 77, Nr. 4, 2022, S. 511–522; freier Volltext